# União das Freguesias de Sobreiró de Baixo e Alvaredos
União das Freguesias de Sobreiró de Baixo e Alvaredos, kurz UF Sobreiró de Baixo e Alvaredos ist eine Gemeinde (Freguesia) im portugiesischen Kreis von Vinhais, in der Region Trás-os-Montes.
Die Gemeinde hat 369 Einwohner und eine Fläche von 26,79 km² (Stand nach Zahlen vom 30. Juni 2011).
Sie entstand im Zuge der Administrative Neuordnung in Portugal 2013 am 29. September 2013 durch Zusammenschluss der Gemeinden Sobreiró de Baixo und Alvaredos. Sitz der neuen Gemeinde wurde Sobreiró de Baixo.